# Rivière Ostaboningue
Rivière Ostaboningue är ett vattendrag i Kanada.   Det ligger i provinsen Québec, i den sydöstra delen av landet, 290 km nordväst om huvudstaden Ottawa. Rivière Ostaboningue ligger vid sjöarna  Lac Hunter's Point och Lac Wapsip.
I omgivningarna runt Rivière Ostaboningue växer i huvudsak blandskog. Trakten runt Rivière Ostaboningue är nära nog obefolkad, med mindre än två invånare per kvadratkilometer.